# Diamantslijpen

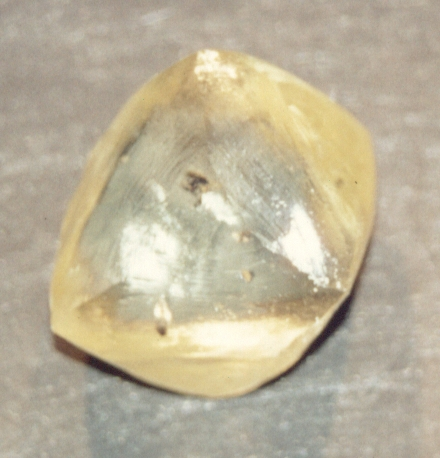
Een ruwe diamant
(Oppenheimer Diamond)

Diamantslijpen of diamantbewerken is een – ambachtelijke – bewerking waarmee een ruwe diamant tot sieraad wordt geslepen.
Diamant is voor zover bekend het hardste natuurlijke materiaal dat voldoende op of in de Aarde voorkomt. Er zijn hardere materialen zoals lonsdaleïet en wurtzietboornitride maar die komen bijna niet voor. Het slijpen gebeurde vroeger dan ook met ander diamant-materiaal. Tegenwoordig zijn veel van de gebruikte slijpmiddelen echter synthetisch. De meeste kunstmatige slijp- en polijstmiddelen worden wel nog van minerale materialen gemaakt. Staalwol – gemaakt van onder meer ijzererts – is daarvan een bekend voorbeeld. Dankzij de technologische ontwikkelingen van de twintigste eeuw en daarna kan men nu ook kunstmatige slijpmiddelen maken die zeer hard zijn. De belangrijkste hiervan zijn siliciumcarbide (ook wel bekend onder de merknaam Carborundum), synthetische diamant en kunstmatig alumina (aluminiumoxide).

Diverse slijpvormen van diamanten

Alvorens te gaan slijpen wordt eerst nauwkeurig bekeken hoe de ruwe steen het beste "genomen" kan worden om het grootste gewicht te behouden. Heeft de steen een zuivere kristalvorm van een octaëder, dan zal deze eerst gezaagd worden. Als er sprake is van een onregelmatige vorm, dan zal de steen gekloofd worden. De initiële vorm bepaalt dus op welke wijze het meest efficiënt – met zo min mogelijk materiaalverlies de hoogst haalbare kwaliteiten (als schittering) verkrijgen – geslepen kan worden, en wat de uiteindelijke slijpvorm en het aantal facetten zal zijn. Vervolgens zal de ruwe steen worden gesneden wanneer een ronde slijpvorm – zoals de briljant – toegepast wordt. Na het snijden volgt het opzetten van het kruiswerk. Dit gebeurt op een slijpschijf die bekleed is met boort (diamantgruis en -poeder).
Bij het slijpen van een karakteristieke diamantvorm als de briljant (of vergelijkbare vormen) houdt men vaak slechts minder dan de helft van het originele materiaal over. Het slijpen kan afhankelijk van onder andere de grootte tot enkele maanden duren.